# Marita
Marita ist ein weiblicher Vorname.

## Herkunft
Marita ist ein ursprünglich lateinischer Name mit der männlichen Variante Maritus. Die Herkunft ist nicht sicher. Der Name gilt als Ableitung entweder aus maritus „der Verheiratete, Gatte“, in der weiblichen Form demnach „die Verheiratete, Gattin“, oder aber als ursprünglich mit dem Suffix -ittus gebildete Ableitung aus dem römischen Gentilnamen Marius, in der weiblichen Form dann „die zu Marius Gehörige“ zu deuten.
Marita kommt ebenso aus dem Skandinavischen stammend als Ableitung des Kosenamens Marit vor und kann somit als eine weitere Koseform von Margaretha angesehen werden.
Im aramäischen und spanischen Sprachraum wird Marita häufig als Koseform für Maria verwendet.

## Namensträgerinnen
- Marita Blattmann (* 1959), deutsche Historikerin
- Marita Böhme (* 1939), deutsche Schauspielerin
- Marita Breuer (* 1953), deutsche Schauspielerin
- Marita Gründgens (1903–1985), deutsche Schauspielerin, Chansonette und Kabarettistin
- Marita Haibach (* 1953), deutsche Politikerin (Die Grünen)
- Marita Hüninghake (* 1966), deutsche Volleyball-Nationalspielerin
- Marita Keilson-Lauritz (* 1935), deutsche Literaturwissenschaftlerin, Essayistin und Herausgeberin
- Marita Koch (* 1957), deutsche Leichtathletin und Olympiasiegerin
- Marita Köllner (* 1958), deutsche Sängerin und Moderatorin (Köln)
- Marita Körner (* 1957), deutsche Juristin und Hochschullehrerin
- Marita Krauss (* 1956), deutsche Historikerin und Hochschullehrerin
- Marita Lange (* 1943), deutsche Leichtathletin und Olympiamedaillengewinnerin
- Marita Lorenz (1939–2019), deutsche Geliebte Fidel Castros
- Marita Skammelsrud Lund (* 1989), norwegische Fußballspielerin
- Marita Marschall (* 1958), deutsche Schauspielerin
- Marita Meyer-Kainer (* 1954), deutsche Politikerin (CDU), MdHB
- Marita Pabst-Weinschenk (* 1955), deutsche Sprechwissenschaftlerin und Autorin
- Marita Payne-Wiggins (* 1960), kanadische Leichtathletin
- Marita Petersen (1940–2001), färöische Pädagogin und Politikerin der Sozialdemokratie
- Marita Ragonese (* 1957), deutsche Schauspielerin
- Marita Rauterkus (* 1942), deutsche Politikerin (SPD), MdL
- Xenia Marita Riebe (* 1957), deutsche Künstlerin
- Marita Sandig (* 1958), deutsche Olympiasiegerin im Rudern
- Marita Sehn (1955–2004), deutsche Politikerin (FDP), MdB
- Marita Skogum (* 1961), schwedische Orientierungsläuferin
- Marita de Sterck (* 1955), flämische Schriftstellerin
- Marita Vollborn (* 1965), deutsche Journalistin und Autorin
- Marita Wagner (* 1952), deutsche Politikerin (Die Grünen, Die Linke), MdB